# Arthur Cunha Lima
Arthur Paredes Cunha Lima (Campina Grande, 19 de dezembro de 1949 — João Pessoa, 9 de junho de 2025) foi um advogado e político brasileiro, tendo exercido o cargo de conselheiro do Tribunal de Contas do Estado da Paraíba (TCE-PB).

## Biografia
Formado em Direito pela Universidade Federal do Rio Grande do Norte em 1982, tornou-se advogado atuante no estado do Rio Grande do Norte, onde participou da banca de Advogados do Escritório de Advocacia Professor Diógenes da Cunha Lima. Iniciou a vida pública como vice-presidente do Centro Estudantil de Campina Grande, foi escrevente do cartório de Notas, Registros e Escrituras Ivandro Cunha Lima, entre 1968 e 1970 e assumiu cargos no Governo do Estado da Paraíba de secretário de Administração (1991 a 1994; e de 1995 a a 1996), secretário chefe da Casa Civil (1994-1995), secretário de Cidadania e Justiça (1996-1997), secretário chefe do Escritório de Representação do Governo do Estado, em Campina Grande (2005-2006) e secretário da Administração de João Pessoa (1997 a 1998).
Foi eleito deputado estadual da Paraíba por três legislaturas consecutivas, nas eleições dos anos de 1998, 2002 e 2006. Foi presidente da Assembleia Legislativa da Paraíba durante o biênio 2007/2009, sendo reeleito para o biênio 2009/2011. Ele ocupou o cargo de governador interino em fevereiro de 2009, após a cassação do ex-governador Cássio Cunha Lima até a posse do sucessor José Maranhão. Em 2010 renunciou a Presidência da Casa de Epitácio Pessoa (Assembleia Legislativa) para assumir o cargo de conselheiro no Tribunal de Contas do Estado da Paraíba (TCE-PB), tendo assumido a presidência do TCE-PB durante o biênio 2015/2017.
Em dezembro de 2019 foi afastado de suas funções no TCE-PB, por decisão do  Superior Tribunal da Justiça (STJ), no âmbito da sétima fase da Operação Calvário, deflagrada em conjunto pela Polícia Federal,  Grupo de Atuação Especial de Repressão ao Crime Organizado (Gaeco), do Ministério Público da Paraíba, Ministério Público Federal e Controladoria-Geral da União (CGU), suspeito de participar do grupo criminoso investigado por desvio de recursos públicos da saúde e educação do Estado da Paraíba por meio de organizações sociais. Segundo as investigações, o conselheiro foi acusado de ter recebido propina para que as contas da organização social Cruz Vermelha Brasileira, então gestora do Hospital de Emergência e Trauma de João Pessoa, fossem aprovadas pelo Tribunal de Contas.
Ainda no curso das investigações, requereu sua aposentadoria do cargo de conselheiro em novembro de 2020, mas teve seu pedido suspenso por nova decisão do STJ, a pedido da Procuradoria-Geral da República (PGR), que entendeu que o pedido de aposentadoria seria uma tentativa de retirar as investigações da Corte Superior, tendo em vista o seu foro privilegiado em razão do cargo no TCE-PB, atrapalhando, assim, as investigações que seriam deslocadas para o Tribunal de Justiça da Paraíba (TJPB), se ele se aposentasse.

## Morte
Arthur Cunha Lima morreu no dia 9 de junho de 2025 aos 75 anos, em João Pessoa, vítima de falência múltipla nos órgãos.